# Peter Kær
 Ikke at forveksle med Peter Kjær.
Peter Kær (født 15. januar 1961 på Rigshospitalet i København, opvokset i Espergærde) er en dansk kunsthistoriker, radio og TV-vært, tekstforfatter, skuespiller, journalist, komiker, satiriker, redaktør, komponist, foredragsholder og producent.
Det store folkelige gennembrud kom da Peter Kær var vært på populære tv-programmer som Hvem vil være millionær? (1999-2001, 2003-2006), Mandagschancen, Aftenshowet og Hit med sangen.
Peter Kær brød igennem i 80'erne og 90'erne som redaktør, skuespiller og tekstforfatter på Søndagssatiren på Danmarks Radio P3 og TV-PIL  på DR.
Peter Kær var en af de første til at introducere Stand-up comedy i Danmark som del af morskabstrioen PLAT, som han dannede sammen med skuespillerne Michael Carøe og Mads Kaiser i 1981.
Peter Kær er uddannet cand. mag. i kunsthistorie og Kulturformidling fra Københavns Universitet i 2013.

## Opvækst
Peter Kær er opvokset i Espergærde, nord for København. Et tidligt omdrejningspunkt for den unge Peter Kær var Espergærde Ungdomsskole, der vægtede samvær, musik, sang og underholdning højt. Det kom til at præge Peter, der sammen med klassekammeraten Michael Carøe her fandt deres første scene. Som 17-18 årige begyndte de at producere et hyppigt tilbagevendende tirsdagsshow i cykelkælderen, ungdomsskolens tilholdssted. Showet hed: “Skærmen - det er her, det sner”.
Peter gik på Helsingør Gymnasium 1976-79 og var aktiv i den lokale dramaklub, hvor han skrev og instruerede den humoristiske cabaret “Humørbrad”.

## Karriere

### 1980'erne: Skuespiller på egnsteatre
I efteråret 1979 blev Peter ansat ved Ballerup Egnsteater og spillede med i alle sæsonens forestillinger. Det blev starten på en håndværksmæssig og dannende tur rundt som ansat på en del mindre børne- og ungdomsteatre. Var med til at stifte teatergruppen Lattergalen i Fredericia. Derefter var Peter ansat ved egnsteatret Masken i Nykøbing Falster i to år. Derefter gik turen til Teaterbutikken på Vesterbro, så to år i Aarhus ved egnsteatret Gruppe 38. Så gik turen tilbage til København og her blev Peter instruktørassisstent for teaterinstruktøren Peter Langdal i forbindelse med forestillingen Marathondansen på Gladsaxe Teater.
Senere hen blev Peter ansat ved Turnus-teatret og spillede med i teatrets opsætning af H.C. Andersens Snedronningen. Det var også ved Turnusteatret, at Peter stiftede bekendtskab med Teatersport, kunsten at improvisere. Peter opnåede en enkelt kamp på teatersportslandsholdet i turneringen mod Norge og Sverige.

### 1981-1996: PLAT, komik og musik
Peter Kær dannede morskabstrioen PLAT sammen med kammeraterne Michael Carøe og Mads Keiser i 1981. De begyndte at optræde på gader og stræder rundt i landet, men inden længe rykkede de indendørs med deres populære blanding af musik, komik og stand up. Frem til 1996 satte de nye shows op hvert år blandt andet på Bådteatret, Det Kongelige Teater og rundt om i landet. PLAT havde deres sidste show på Bellevue Teatret i 1995/96. Bortset fra en række reunionkoncerter: De hemmelige Shows i 2006 har man ikke hørt fra Plat siden.
PLAT udgav to albums. Plat fra 1986 og Svesken på disken fra 1990. Derudover lavede de en række tv-shows: Plat på Slukefter (TV2 1990), Plat i Kridthuset (TV2 1991) og Plat på Bellevue (DR 1996).

### 1989-1993: Radio, satire og tekstforfatter
I 1989 blev Peter valgt til at være en af de 4, der skulle løfte DR P3´s søndagssatire efter nogen tids dvale. Det blev til satire-successen Satire ifølge Kær, Gad, Fogtdal og Rasmussen, hvor blandt andre figuren Brian Igen-igen blev kendt.
Peter Kær blev derefter redaktør for P3s satireprogrammer VVS-Verdens Vigtigste Sandheder og Huttelihutlisten. Peter skrev selv en del af materialet og fik samlet et kompetent hold, bestående af blandt andre skuespillerne Thomas Mørk, Lea Brøgger og Michael Carøe.
Redaktør på TV SatirenMere sport om lidt
Efter cirka 100 radiosatireprogrammer i perioden 1989-1993 blev Peter Kær redaktør for TV-satiren Mere Sport om lidt på TV2 i 1993 og fik lov til at samle holdet bag serien. Forfatterteamet bestod af Casper Christensen, Steffen Brandt, Niels Olsen, Ole Rasmussen, Niels Hausgaard, Peter Kær og Henrik Gad. Skuespillerne var Søren Østergaard, Jess Ingerslev, Claus Bue, Ditte Gråbøl og Ina Miriam Rosenbaum. Instruktør Peter Schrøder og bandet Tv·2 stod for kendingssangen.
Peter Kær medvirkede også som paneldeltager i TV2 Lorrys Søndagspanelet i sæsonen 1991 sammen med Lise Nørgaard og Dan Turèll.

### 1990'erne: TV-Pil
Op gennem 1990erne var Peter Kær at finde i kultklassikeren TV-Pil på  DR TV (B&U). Peter skrev i samarbejde med Henrik Gad fortællingen om den noget selvoptagede tv-journalist Peter Pil og hans overbærende datter, spillet af Annevig Schelde Ebbe.
Peter Kær samarbejdede i 1998 med Peter Mygind og det resulterede i tv-serien: Petter og Petter. En anderledes julekalender i 14 afsnit på DR TV med Mygind og Kær som de kugleskøre tvillingebrødre Petter og Petter, der under sydlige himmelstrøg er på jagt efter den gode julestemning. Der var desuden gensyn med Score Kaj, Jørgens kæreste og TV-PIL i Petter og Petter.

### 1995-2013: TV og folkeligt gennembrud
Mandagschancen
Det folkelige gennembrud kom i 1995, hvor Peter var den første vært på underholdningsprogrammet Mandagschancen på TV2. 
Hvem vil være Millionær?
Senere blev populariteten underbygget, da Peter Kær i 1999 blev den første vært på Hvem vil være Millionær?. Et værtsjob, som Peter Kær bestred ad to omgange i 5 år, inden han blev headhuntet til DR og deres nye satsning Aftenshowet i 2007.
Hit med Sangen
Derudover har Peter Kær været vært på Kærs Køkken (DR1 '97), Lystløgnerne/Fup eller Fakta (DR1 '98), rejseprogrammerne Kærs Underværker (TV2 '99), TV2 nytårsshow, satireserien Parlamentet (TV3 '03), Test Nationen (TV2 2005 og 2006), Test Nationen (TV2 2005 og 2006), Fodboldgalla 2006 ( TV2), Hit med sangen (DR 2007), Danmarks Indsamling (DR1 2008 og 2009), Til tasterne (DR1 2009), Hvem kender hvem? (TV2 2010 og 2011) og Charlie Hjertegalla (TV 2 Charlie 2012)
Soloshows
Hyldest til Hulemanden var et one-man show, der havde premiere på Bellevue Teatret i 2000 og som herefter blev taget på turné. Det var den danske version af Broadway-successen Defending the Caveman. Peter Schrøder instruerede, Marianne Nielsson var scenograf og Lasse Rimmer havde oversat forestillingen.
“Selv om man er iført silkeskjorte kan man godt være en rigtig hulemand og Peter (Hvem-vil-være-millionær) Kær leverede en ualmindelig flot præstation ved premieren på Hyldest til Hulemanden på Bellevue Teatret. Han var på scenen knapt to timer og leverede et meget sikkert og underholdende one-man show og det var fuldtud fortjent, at publikum gav han stående klapsalver.”
Derudover lavede Peter Kær yderligere to one-man shows Den skamskudte Reje (1999) og Brudekjole og ratslør(2003), der begge blev opført på Bellevueteatret.

### 2013-nu: Kunsthistoriker
Peter Kær valgte at forlade TV-underholdningsverdenen til fordel for universitetet og studiet som kunsthistoriker. Peter blev uddannet som cand. mag. i kunsthistorie og kulturformidling fra Københavns Universitet i 2013 med tolv 12-taller på eksamensbeviset.[kilde mangler]

## Kunst i fjernsynet
Peter Kær har gennem årene lavet en række tv-programmer, hvor kunst og historie er omdrejningspunktet:
- 1000 års kunsthistorie En tv-programrække, hvor nogle af Danmarks førende kunstfagligheder sammen med Peter Kær giver deres bud på markant dansk kunst gennem tiderne. (DR 2014)[12]
- Scavenius og Kær på tur i kunsthistorien[13]
- En kunstserie i 4 afsnit, hvor Bente Scavenius og Peter Kær drøner henover skærmen i en gammel Volvo 210 og kigger på kunst og inspirationskilder rundt i landet. (DR 2015)
- Scavenius & Kær lavede også en lang række udsolgte foredragsaftener på Pressen i Politiken.
- De uartige kalkmalerier I denne udsendelsesrække fortæller historikeren Torben Svendrup og Peter Kær om de uartige kalkmalerier i landets kirker.(DR 2015)[14]
- Mord i middelalderen Vært og kunsthistoriker Peter Kær følger sammen med historikeren Torben Svendrup de historiske spor til gerningssteder, storslåede kirker og krypter, hemmelighedsfulde grave og berømte monumenter. (DR 2016)[15]
- Søs, Molly og malerne Peter Kær var kunstfaglig konsulent på denne tv-serie på DR1 i 2021, hvor Søs Egelind og Molly Egelind gik på opdagelse i kunstens verden.[16]

tvkunst.dk
Peter Kær har sit eget produktionsselskab tvkunst.dk, der siden 2014 har produceret en lang række kunstner- og museumsportrætter til nettet. Blandt andet serien: Kunst, der kan mærkes for Den Hirschsprungske Samling (2020).

## Kærs KunstKafé
Kær har skabt Kærs KunstKafé for at forene kunsthistorie med kunsteksperter, musikere og kokke. Peter Kær har siden 2016 afholdt mere end 120 kunstkaféer i København, Aarhus og Aalborg.

## Kærs Kunstkalender
Peter Kær har hvert år siden 2018 skabt Kærs KunstKalender, der er en netbaseret videokalender i 24 afsnit, i fagligt samarbejde med Statens Museum for Kunst, hvor hver videoserie omhandler det samme maleri.
Han modtog i 2021 JANUS Kunstformidlingsprisen for sit arbejde med Kærs Kunstkalender.
Indtil videre er der taget udgangspunkt i følgende kunstnere og kunstværker:
- Peter Paul Rubens: Salomons dom. 24 videoafsnit (2023)[21]
- Nicolai Abildgaard: Den sårede Filoktet. 24 videoafsnit (2022)[22]
- Elisabeth Jerichau Baumann: Den ægyptiske pottesælgerske. 24 videoafsnit (2021)[23]
- Vilhelm Hammershøi: En stue i Strandgade med solskin på gulvet. 24 videoafsnit (2020)[24]
- Anna Ancher: En begravelse. 24 videoafsnit (2019)[25]
- Constantin Hansen: Et selskab af danske malere i Rom. 24 videoafsnit (2018)[26]

Peter Kær har skrevet kendingsmusikken til alle sæsonerne af Kærs Kunstkalender.
Peter Kær medvirkede i 2016 i forestillingen “Human Afvikling” på Det Kongelige Teater, hvor han spillede rollen som Peter Kær.
Peter Kær har skrevet børnebogen: Køleskabsrim (Politikens Forlag, 2006) og opslagsværket Hulemandens 10 bud (Politikens forlag, 2004)